# Dragon Group
 (janvier 2021).
Pour les articles homonymes, voir Dragon (homonymie).
Dragon Group est un groupe d'entreprises qui exploite des usines de vêtements au Bangladesh. Le groupe, qui emploie 12 000 personnes en 2020, a été accusé à plusieurs reprises d'avoir violé des règles financières ; il entretient aussi des relations de travail difficiles.

## Organisation
Dragon Group exporte ses produits dans plus de 30 pays, principalement aux États-Unis et au Canada. En 2018, son titre est échangé sur le Dhaka Stock Exchange (en),. En 2020, le groupe affirme employer plus de 12 000 travailleurs,.
Mostafa Golam Quddus, ancien président de la Bangladesh Garment Manufacturers and Exporters Association (en) (BGMEA), est le président du groupe.
Son fils, Mostafa Quamrus Sobhan, supervise les opérations courantes en tant que directeur des opérations. Sa fille, Fauzia Quamrun Tania, fait aussi partie du groupe de direction.

## Histoire
En 2008, 21 directeurs de la société Rupali Insurance ont été mis à l'amende par la Bangladesh Securities and Exchange Commission (en) (BSEC) pour violation de lois financières en lien avec les déclarations financières de Dragon Group pour l'année financière 2006.
En 2015, une inspection des usines de vêtements du groupe et de Dragon Sweater ont mis en évidence des fautes dans le système électrique et dans les structures des bâtiments. Des câbles électriques étaient déposés sur le sol sans protection, la capacité des sorties d'urgence était insuffisante et il n'y avait aucun gicleur.
L'IPO de Dragon Sweater and Spinning a été approuvée en décembre 2015. Depuis le premier quart de 2016, la société est listée sur les bourses de Dhaka et de Chittagong. Une enquête spéciale par la BSEC a par la suite déterminé que plus de la moitié des sommes engrangées par l'IPO ont été utilisées à d'autres fins que celles promises ; la compagnie a été mise à l'amende pour ce détournement de fonds.
En 2018, la BSEC a découvert que Dragon Sweater avait à nouveau violé les règles financières pour 2016 et 2017.
Plus tard cette année-là, les transactions sur le titre de Dragon Sweater ont été réduites à la suite de hausses de prix inhabituelles.
La restriction a été levée 24 jours plus tard, quand la BSEC a indiqué que les informations corporatives avaient été améliorées, ainsi que d'autres aspects du groupe.
En octobre 2019, Mostafa Qamrus Sobhan a déposé une pétition à la High Court Division exigeant un arrêt de six mois des activités de Nirapon, une alliance formée par des entreprises internationales du vêtement souhaitant superviser les inspections des bâtiments selon les termes de l'Accord on Fire and Building Safety in Bangladesh (en).
Le but de la pétition est d'obliger Nirapon à souscrire aux objectifs du RMG Sustainability Council.
Son interdiction d'activité étant toujours en cours en juin 2020, Nirapon a quitté le Bengladesh, mettant à pied la majorité de ses employés et affirmant vouloir poursuivre ses activités depuis l'Amérique du Nord.
En février 2020, la Banque du Bangladesh, banque centrale du pays, a déterminé que la Janata Bank (en), une banque appartenant à l'État du Bengladesh, avait modifié les dates de paiements des emprunts de Dragon Group sans exiger de paiements collatéraux, en violation des lois bancaires de ce pays.
Comme les autres usines de vêtements de ce pays, les activités du Dragon Group ont été durement touchées pendant la pandémie de Covid-19 au Bengladesh. 
En août 2020, toutefois, les commandes de Dragon Sweater sont « complètes jusqu'à la fin du mois de septembre »,.
Entre mars et mai de cette année-là, Dragon Sweater a remercié 500 travailleurs. Plusieurs de ces salariés avaient manifesté pour recevoir quatre mois de salaire qui leur était dû. Soutenu par le Bangladesh Garment Workers Trade Union Centre (en), ils ont continué de réclamer, ce qui a mené à la signature d'une entente avec Dragon Group de payer une partie des montants dus au plus tard le 7 novembre. Le groupe a plus tard refusé d'honorer l'entente.

### Citations originales
1. ↑  (en) « fully booked until the end of September »